# Mount Logan
Mount Logan je najviša planina Kanade te drugi najviši vrh Sjeverne Amerike nakon Denalija. Planina je nazvana prema Sir Williamu Edmondu Loganu, kanadskom geologu i osnivaču Kanadske geološke službe. Nalazi se unutar nacionalnog parka Kluane u jugozapadnom Yukonu, u blizini granice s Aljaskom. 
Zbog tektonskih pomicanja Mount Logan se još uvijek uzdiže, otprilike 0,35 mm godišnje. Pomoću GPS-a, točna visina najvišeg vrha od 5959 m izmjerena je u svibnju 1992. godine.
Zbog velike nadmorske visine i geografskog smještaja temperature na planini su vrlo niske, od prosječnih −45 °C zimi do 0° C ljeti, s prosječnom godišnjom temperaturom od oko −27 °C. Zbog minimalnog otapanja snijega na planini se stvara ledenjački pokrov, mjestimično i do 300 m debljine.
Planiranje prvog uspona na planinu započelo je 1922., te je oformljena ekipa kanadskih, britanskih i američkih penjača. Nakon prvotne odgode uspona 1924. godine, međunarodna ekipa penjača započela je s usponom u svibnju 1925. godine. Krenuli su iz najbližeg grada McCarthyja u Aljasci te su predvođeni Albertom H. MacCarthyjem stigli na vrh 23. lipnja 1925.
Godine 2000. nakon smrti bivšeg kanadskog premijera Pierra Trudeuaua, tadašnji premijer Jean Chrétien predložio je preimenovanje planine u Mount Trudeuau, međutim zbog protivljena stanovnika Yukona, planinara, geologa te Trudeuauovih političkih protivnika prijedlog je odbijen, a umjesto toga po njemu je nazvan vrh u masivu Premier.